# Oscar za najbolju šminku
Oscar za najbolju šminku (eng. Academy Award for Makeup) dodjeljuje se redovito od 1981. Za razliku od drugih kategorija, za šminku se nominiraju samo tri, a ne pet filmova.

## Dobitnici i nominirani

### 1980-e
| Godina | Dobitnik film                                                       | Nominirani                                                                                               |
| ------ | ------------------------------------------------------------------- | --- |
| 1981.  | Richard A. Baker – Američki vukodlak u Londonu                      | Stan Winston – Otkucaji srca                                                                             |
| 1982.  | Sarah Monzani, Michele Burke – Quest for Fire                       | Tom Smith – Gandhi                                                                                       |
| 1983.  | nagrada nije dodijeljena                                            | |
| 1984.  | Paul LeBlanc, Dick Smith – Amadeus                                  | Michael Westmore – 2010. Richard A. Baker - Greystoke: Legenda o Tarzanu                                 |
| 1985.  | Michael Westmore, Zoltan Elek – Maska                               | Ken Chase – Boja purpura Carl Fullerton – Remo Williams: Pustolovina počinje                             |
| 1986.  | Chris Walas, Stephan Dupuis – Muha                                  | Michael Westmore, Michele Burke – Pleme špiljskog medvjeda Peter Robb-King, Rob Bottin – Legenda         |
| 1987.  | Richard A. Baker – Harry i Hendersonovi                             | Bob Laden - Sretna Nova godina                                                                           |
| 1988.  | Ve Neill, Steve LaPorte, Robert Short – Bubimir                     | Richard A. Baker – Princ otkriva Ameriku Tom Burman, Bari Dreiband-Burman – Scrooged                     |
| 1989.  | Manlio Rocchetti, Lynn Barber, Kevin Haney – Vozeći gospođicu Daisy | Maggie Weston, Febrizio Sforza – Pustolovine baruna Munchausena Dick Smith, Ken Diaz, Greg Nelson – Tata |

### 1990-e
| Godina | Dobitnik film                                                | Nominirani |
| ------ | ------------------------------------------------------------ | --- |
| 1990.  | John Caglione, Doug Drexler – Dick Tracy                     | Michele Burke, Jean-Pierre Eychenne – Cyrano de Bergerac Ve Neill, Stan Winston – Edward Škaroruki                                            |
| 1991.  | Stan Winston, Jeff Dawn – Terminator 2: Sudnji dan           | Greg Cannom, Manly Westmore, Christina Smith – Kuka Michael Mills, Edward French, Richard Snell – Zvjezdane staze VI: Neotkrivena zemlja      |
| 1992.  | Greg Cannom, Michele Burke, Matthew W. Mungle – Drakula      | Ve Neill, Ronnie Specter, Stan Winston – Batman se vraća Greg Connom, Ve Neill, John Blank – Hoffa                                            |
| 1993.  | Greg Cannom, Ve Neill, Yolanda Toussieng – Tatica u suknjici | Carl Fullerton, Alan D'Angerio – Philadelphia Christina Smith, Matthew Mungle, Judy Alexander Cory – Schindlerova lista                       |
| 1994.  | Richard A. Baker, Ve Neill, Yolanda Toussieng – Ed Wood      | Daniel C. Striepeke, Hallie D'Amore, Judith A. Cory – Forrest Gump Daniel Parker, Carol Hemming, Paul Engelen – Frankenstein                  |
| 1995.  | Peter Frampton, Paul Pattison, Lois Burwell – Hrabro srce    | Ken Diaz, Mark Sanchez – Moja obitelj Greg Cannom, Bob Laden, Colleen Callaghan – Cimeri                                                      |
| 1996.  | Richard A. Baker, David LeRoy Anderson – Luckasti profesor   | Matthew W. Mangle, Deborah La Mia Denaver – Duhovi Mississippija Michael Westmore, Scott Wheeler, Jake Garber – Zvjezdane staze: Prvi kontakt |
| 1997.  | Richard A. Baker, David LeRoy Anderson – Ljudi u crnom       | Lisa Westcott, Veronica Brebner, Beverley Binda – Gospođa Brown Tina Earbshaw, Greg Cannom, Simon Thompson – Titanic                          |
| 1998.  | Jenny Shircore – Elizabeta                                   | Lois Burwell, Conor O'Sullivan, Daniel C. Striepeke – Spašavanje vojnika Ryana Lisa Westcott, Veronica Brebner – Zaljubljeni Shakespeare      |
| 1999.  | Christine Blundell, Trefor Proud – Topsy-Turvy               | Greg Cannom – Mojih 200 godina Richard A. Baker – Život Michele Burke, Mike Smithson – Austin Powers: Špijun koji me hvatao                   |

### 2000-e
| Godina | Dobitnik film                                                        | Nominirani |
| ------ | -------------------------------------------------------------------- | --- |
| 2000.  | Richard A. Baker, Gail Ryan – Kako je Grinch ukrao Božić             | Michele Burke, Edouard Henriques – Ćelija Ann Buchanan, Amber Sibley – Sjena vampira                                                                |
| 2001.  | Peter Owen, Richard Taylor – Gospodar prstenova: Prstenova družina   | Greg Cannom, Colleen Callaghan – Genijalni um Maurizio Silvi, Aldo Signoretti – Moulin Rouge                                                        |
| 2002.  | Beatrice De Alba, John Jackson – Frida                               | John Elliott, Jr., Barbara Lorenz – Vremenski stroj Sandy Powell – Bande New Yorka Ann Roth – Sati Anna B. Sheppard – Pijanist                      |
| 2003.  | Richard Taylor, Peter King – Gospodar prstenova: Povratak kralja     | Edouard Henriques, Yolanda Toussieng – Gospodar i ratnik: Daleka strana svijeta Ve Neill, Martin Samuel – Pirati s Kariba: Prokletstvo Crnog bisera |
| 2004.  | Valli O'Reilly, Bill Corso – Lemony Snicket: Niz nesretnih događaja  | Keith Vanderlaan, Christien Tinsley – Pasija Jo Allen, Manuel García – Život je more                                                                |
| 2005.  | Howard Berger, Tami Lane – Kronike iz Narnije: Lav, vještica i ormar | David Leroy Anderson, Lance Anderson – Cinderella Man Dave Elsey, Nikki Gooley – Zvjezdani ratovi, Epizoda 3: Osveta Sitha                          |
| 2006.  | David Marti, Montse Ribe – Panov labirint                            | Aldo Signoretti, Vittorio Sodano – Apocalypto Kazuhiro Tsuji, Bill Corso – Klik - za savršen život                                                  |
| 2007.  | Didier Lavergne, Jan Archibald – La Vie en Rose                      | Richard A. Baker, Kazuhiro Tsuji – Norbit Ve Neill, Martin Samuel – Pirati s Kariba: Na kraju svijeta                                               |
| 2008.  | Greg Cannom – Neobična priča o Benjaminu Buttonu                     | John Caglione Jr., Conor O'Sullivan – Vitez tame Mike Elizalde, Thomas Floutz – Hellboy 2: Zlatna vojska                                            |
| 2009.  | Barney Burman, Mindy Hall, Joel Harlow – Zvjezdane staze             | John Henry Gordon, Jenny Shircore - Mlada Viktorija Aldo Signoretti, Vittorio Sodano – Il Divo                                                      |

### 2010-e
| Godina | Dobitnik film                                                                         | Nominirani |
| ------ | ------------------------------------------------------------------------------------- | --- |
| 2010.  | Rick Baker, Dave Elsey – Vukodlak                                                     | Adrien Morot - Barnijeva verzija Edouard F. Henriques, Gregory Funk, Yolanda Toussieng – Put natrag                                                           |
| 2011.  | Mark Coulier, J. Roy Helland – Željezna lady                                          | Martial Corneville, Lynn Johnson, Matthew W. Mungle - Albert Nobbs Nick Dudman, Amanda Knight, Lisa Tomblin – Harry Potter i Darovi Smrti 2. dio              |
| 2012.  | Lisa Westcott i Julie Dartnell – Jadnici                                              | Howard Berger, Peter Montagna i Martin Samuel - Hitchcock Peter King, Rick Findlater i Tami Lane – Hobit: Neočekivano putovanje                               |
| 2013.  | Adruitha Lee i Robin Mathews – Dobri dileri iz Dallasa                                | Stephen Prouty - Jackass: Zločesti djedica Joel Harlow i Gloria Pasqua Casny – Usamljeni osvetnik                                                             |
| 2014.  | Frances Hannon i Mark Coulier – Hotel Grand Budapest                                  | Bill Corso i Dennis Liddiard - Foxcatcher: Priča koja je šokirala svijet Elizabeth Yianni-Georgiou i David White – Čuvari galaksije                           |
| 2015.  | Lesley Vanderwalt, Elka Wardega i Damian Martin – Pobješnjeli Max: Divlja cesta       | Love Larson i Eva Von Bahr - The Hundred Year-Old Man Who Climbed Out of the Window and Disappeared Sian Grigg, Duncan Jarman i Robert A. Pandini – Povratnik |
| 2016.  | Alessandro Bertolazzi, Giorgio Gregorini i Christopher Allen Nelson – Odred otpisanih | Eva Von Bahr i Love Larson - Čovjek zvan Ove Joel Harlow i Richard Alonzo – Zvjezdane staze: S one strane                                                     |